# Giulio Antonio Acquaviva
Giulio Antonio Acquaviva (? - Òtranto, Itàlia, 1481) fou un militar italià. Fill de Josies Acquaviva; fou nomenat cavaller de l'orde de l'Ermini, per Ferran I de Nàpols. Home de bon sentit, dotat d'enginy i gran benevolència, fundà en 1471 la ciutat de Giulianova als Abruços, a la vora del mar Adriàtic, i liderà l'exèrcit napolità en l'aliança de Ferran de Nàpols amb Papa Sixt IV per la Conspiració dels Pazzi, per la que se li permeté afegir d'Aragó al cognom, i morí als peus dels murs d'Òtranto, lluitant contra els turcs, el 1481.